# Вітання

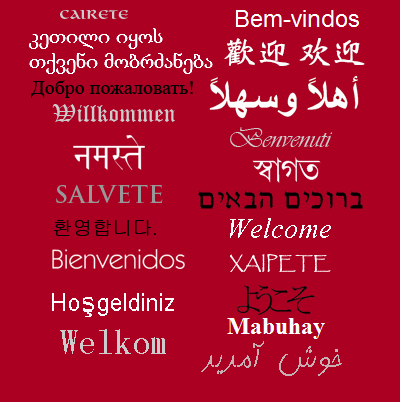
Переклади слова «вітаю» різними мовами.

Вітання — жест, словосполучення або інший ритуал для вступу в контакт з іншою людиною. Зазвичай вітання передує початку спілкування. Вітанням можна продемонструвати своє ставлення до того кого вітають. Форми вітання залежать від культури, часу та моди. Вітання може бути як усним так і письмовим.
Деякі епохи та культури мали дуже витончені ритуали привітання, наприклад, привітання суверенів. І навпаки, в таємних товариствах часто є приховані жести та ритуали привітання, наприклад, таємне рукостискання, яке дозволяє членам товариства впізнати один одного.

Привітання кивком голови

У деяких мовах і культурах те ж слово або жест використовується як привітання, так і прощання. Приклади: «Good day» англійською мовою, «Sat Shri Akaal» у Пенджабі, «As-Salamualaikum» арабською, «Aloha» гавайською, «Shalom» на івриті, «Namaste» на хінді та «Ciao» італійською мовою. Кивок і рукостискання також використовуються як для привітання, так і для прощання.
Привітання може складатися з обміну формальним виразом, поцілунків, рукостискань, обіймів та різних жестів. Форма привітання визначається соціальним етикетом, а також відносинами людей.

## Жести для вітань

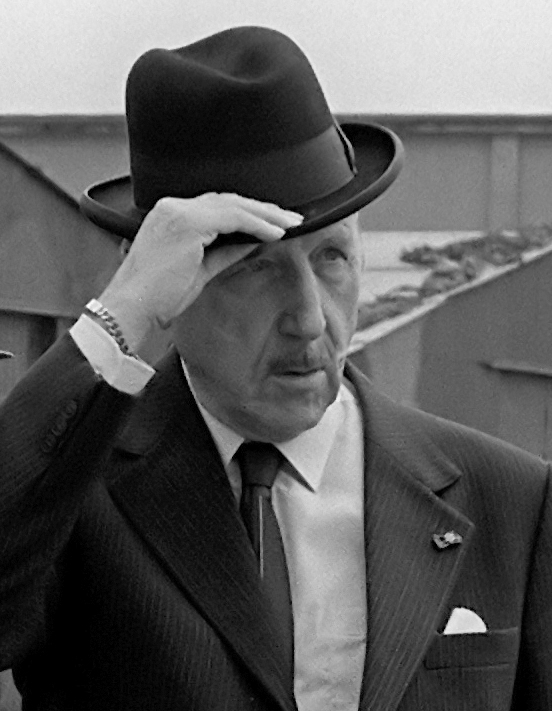
Генеральний секретар НАТО Йозеф Лунс з Нідерландів показує жест вітання рухом капелюха під час огляду військ 1983 року замість військового салюту. Це вже тоді стало старомодним вітанням.

Привітання може бути словесним або через рукостискання, виразом міміки, жестів, мови тіла та контакту очей, все це може сигналізувати про те, який тип привітання очікується у відповідь. Жести — це найочевидніший сигнал, наприклад, привітання когось із розпростертими обіймами, як правило, є знаком того, що очікуються обійми. Однак, схрещені туки можна вважати за ознаку ворожості. Вираз обличчя, мова тіла та зоровий контакт відображають емоції співрозмовника та рівень зацікавленості. Нахмурений або опущений до підлоги погляд говорить про незацікавленість, а посмішка — знак привітання.
У всьому світі багато різних жестів використовуються як просте привітання. У західних культурах дуже поширене рукостискання, хоча воно й має численні особливості, зокрема, енергійність, домінування положення однієї руки над іншою тощо.

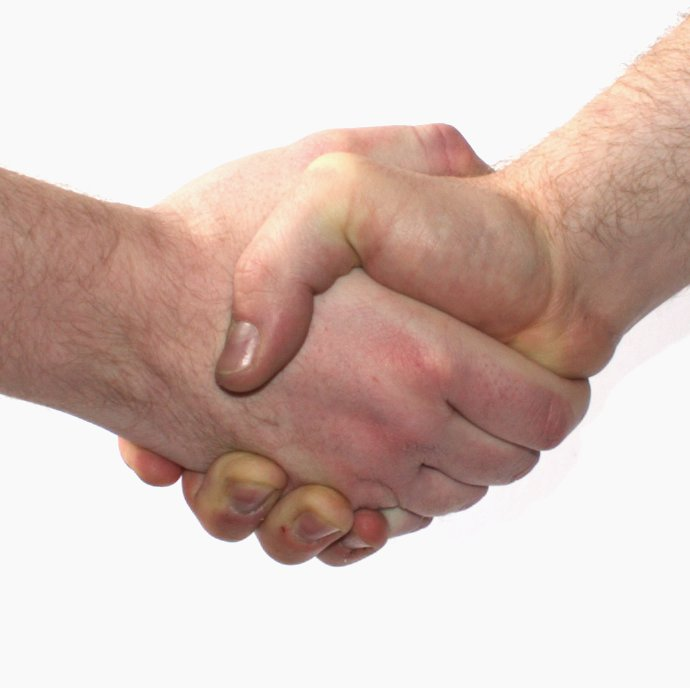
Привітання рукостисканням

Історично, коли чоловіки зазвичай носили каплюхи, вітання знайомим людям передбачали торкання, легке підняття або зняття капелюха. Цей жест використовувався у багатьох ситуаціях з середньовіччя, поки чоловіки не перестали носити капелюхи в середині XX століття.
Однак жест ніколи не використовувався жінками, для яких покрита голова зазвичай символізувала скромність. Коли чоловік не носив капелюха, він міг торкнутися волосся, повторюючи жест піднімання капелюха. Це, як правило, робили представники нижчих класів перед начальниками.

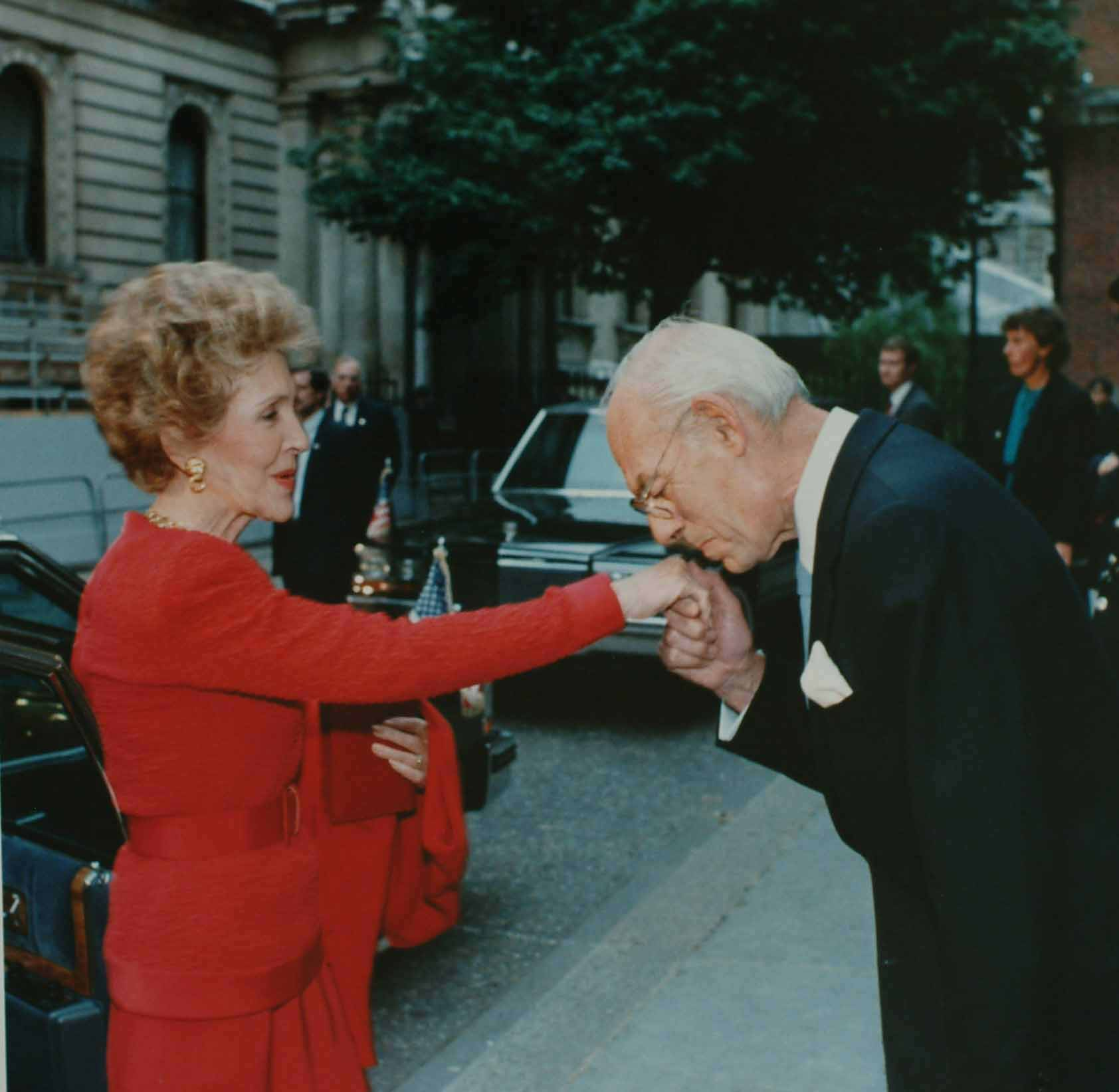
Денис Тетчер, чоловік колишньої прем'єр-міністра Британії Маргарет Тетчер, вітає колишню американську першу леді Ненсі Рейган, цілуючи її руку, 1988 рік

## Поцілунки
В Європі формальним стилем привітання вищого класу здавна було цілування чоловіком простертої до нього жіночої руки, зазвичай, правої. Дуже формальним вважається, коли чоловік стає правим коліном на підлогу, але нині цей жест використовується лише у шлюбних пропозиціях, як романтичний.
Поцілунки в щоку поширені в Європі та Латинській Америці й стали стандартним привітанням переважно в Південній Європі, але також і в деяких центральноєвропейських країнах.

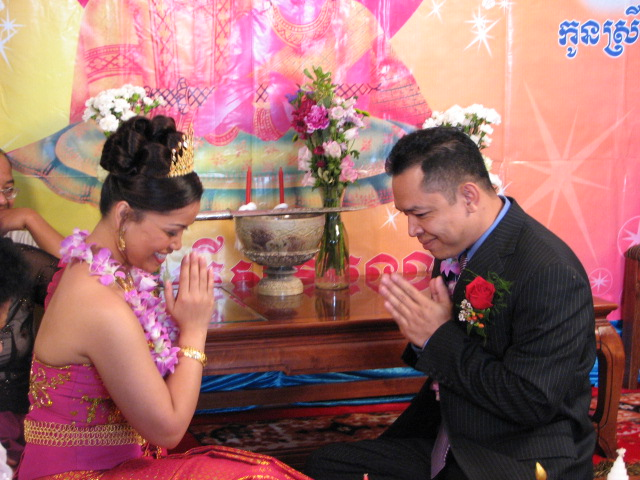
Сампеах, камбоджийське вітання

Хоча поцілунки в щоку є звичним привітанням у багатьох культурах, у кожній країні є унікальний спосіб поцілунків. У Польщі, Словенії, Сербії, Македонії, Чорногорії, Нідерландах, Ірані та Єгипті прийнято тричі цілуватися по черзі в кожну щоку, але в Боснії та Герцеговині — двічі. Італійці, угорці та румуни зазвичай також цілуються двічі, а в Мексиці та Бельгії лише один раз. У Галапагосі жінки цілуються лише в праву щоку, а в Омані чоловіки не рідко цілують один одного в ніс після рукостискання. Французька культура має кілька способів вітання залежно від регіону. Два поцілунки найчастіше зустрічаються по всій Франції, але в Провансі цілуються тричі, а в Нанті — чотири рази.

## Привітання голосовою поштою

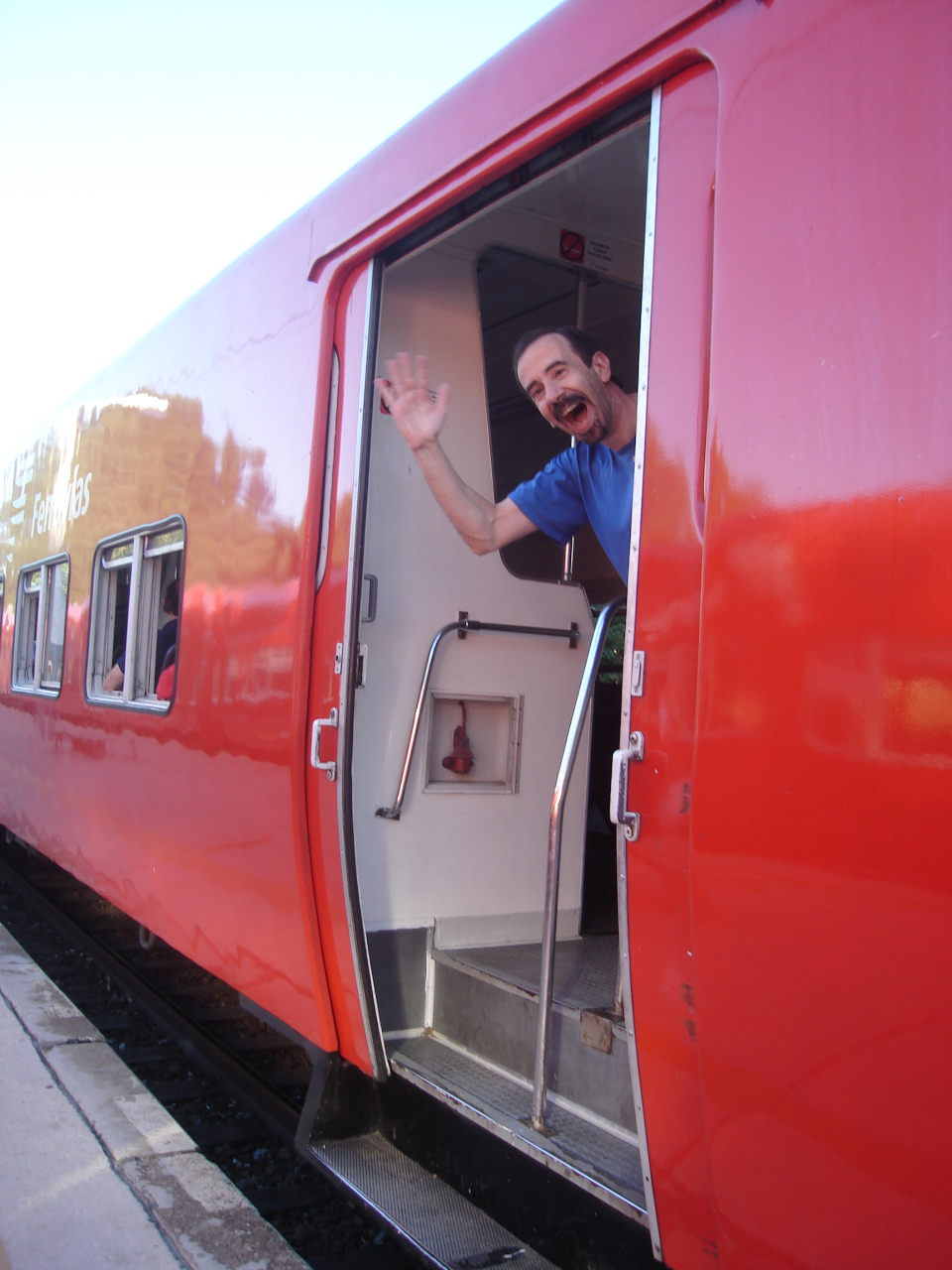
Чоловік прощається, махаючи рукою. Буенос-Айрес

Вітання голосовою поштою — це записані звукові повідомлення, що автоматично відтворюються абонентам, коли система голосової пошти відповідає на дзвінок. Деякі системи голосової пошти дозволяють відтворювати різні привітання різним абонентам.

## Україна
- Доброго ранку
- Добрий день
- Добридень
- Привіт
- Вітаю
- Мої вітання